# Paul Gilroy
Paul Gilroy, né le 16 février 1956, est un sociologue et historien anglais, fondateur du Centre Sarah Parker pour l'étude du racisme et de la racialisation à l'University College de Londres. P. Gilroy est le lauréat 2019 du prix Holberg pour "ses contributions exceptionnelles à plusieurs domaines académiques, dont les études culturelles, les études critiques sur les races, la sociologie, l'histoire, l'anthropologie et les études afro-américaines", — prix considéré comme le prix Nobel des chercheurs en sciences humaines et doté de 660 000 €.
Il occupe la chaire de sociologie Anthony Giddens de la London School of Economics. 

## Biographie
Né d'une mère venant du Guyana, la romancière Beryl Gilroy, et un d'un père anglais d'origine allemande, il grandit dans le district populaire et à forte population immigrée de Bow, à Londres.
Dans sa jeunesse il s'interroge sur des questions politiques avec des auteurs caribéens, nord-américains et européens tels que W. E. B. Du Bois, Frantz Fanon, Édouard Glissant, Stuart Hall George Orwell ou Theodor W. Adorno ou des poètes et musiciens de ces régions.
Il étudie à l'université du Sussex et travaille à l'université Yale et à la London School of Economics.
Il découvre le blues dans les années 1960 et apprécie des musiciens tels que Bob Dylan, Jimi Hendrix, Bob Marley, Miles Davis, Curtis Mayfield ou James Brown.
Il est l'auteur d'ouvrages dont les plus célèbres sont Ain't no black in the union jack (1987) et l'Atlantique noir (1993).
Féru de musique, il a également écrit des livrets pour la série London is a place for me parus sur le label Honest Jon Records, portant sur le Swinging London et la circulation musicale dans les classes populaires à Londres dans les années 1960.

## Thèmes de recherche
Il est considéré comme une figure majeure des études culturelles. L’Atlantique noir (traduit en français aux Editions Amsterdam, en 2010) ou Mélancolie postcoloniale (traduit aux éditions B42) comptent parmi les ouvrages importants des études postcoloniales.

## Distinctions
- 2016 : doctorat honoris causa de l'université de Liège[7]